# Amastus rubridorsata
Amastus rubridorsata là một loài bướm đêm thuộc phân họ Arctiinae, họ Erebidae.